# Múra
Múra, indijansko pleme porodice Muran naseljeno u tropskom području uz desnu obalu donjeg toka rijeke Madeira u Brazilu, u blizini ušća pritoke Jamari. Múra su poznati ribari a služe se i harpunama. neprijateljski raspoloženi prema bijelcima oni se počinju širiti niže niz Purus, prihvaćajući usput sjedilački farmerski način života. Njihova ekspanzija završava negdje 1774., a 1786. oslabljeni bolestima i ratovima s Munduruku Indijancima, prisiljeni su se pomiriti se s bjelačkim stanovništvom. 
Múra su prvenstveno ribari. Njihova sela su malena, 15-120 osoba, a najveći dio vremena provode u svojim kanuima. Praktično, kaže Julian H. Steward, sve su društvene funkcije na obiteljskom nivou, pa ih se može usporediti s Eskimima, Šošonima i Guató Indijancima. Isti ovakav obiteljski nivo integracije nalazimo i kod Nambikwara a i kod raznih plemena širom svijeta.
Prihvaćanjem agrikulture, odnosno obrade tla, Indijanci prihvaćaju i bjelačke svece i katoličanstvo, koje potom upliću u svoje mitove i dodjeljuju im svoje uloge. Sveti Antun dao im je ribu, a sveti Ivan manioku i palme. Njihovo katoličanstvo isprepleteno je ranim domorodačkim vjerovanjima, šamanizmom, a očuvali su i običaje bičevanja te uzimanje opojnog narkotika poznatog kao liamba (hašiš?).

## Vanjske poveznice
- Reconstructing history: the Amazonian Mura Indians